# Station Empelde
Station Empelde (Haltepunkt Empelde) is een spoorwegstation in de Duitse plaats Empelde in de deelstaat Nedersaksen. Het station ligt aan de spoorlijn Hannover - Soest.

## Indeling
Het station heeft twee zijperrons, die niet overkapt zijn, maar beschikken over diverse abri's. Het station heeft meerdere ingangen, aan beide uiteindes en in het midden van de perrons. Zowel aan de noord- en de zuidkant van het station zijn er onderdoorgangen, vanaf daar zijn de perrons met trappen te bereiken. In het midden is er geen onderdoorgang, alleen een trap naar de perrons. De zuidelijke toegang is ook via een hellingbaan mogelijk. Rond het station zijn er diverse parkeerplaatsen en fietsenstallingen. In de straat Am Sportpark ligt de bushalte van het station.

## Spoorwegongeval bij Empelde
Op 20 maart 1985 kwam ten noorden van het station twee goederentreinen met elkaar in botsing, ter hoogte van de aansluiting Empelde. De beide goederentreinen wouden hetzelfde spoor oprijden, wat tot een botsing leidde. Beide treinen vervoerde brandbare goederen. Door het ongeval vatte een lading benzine vlam. De benzine lekte uit de tankwagens, wat leidde tot een explosie met een vuurzuil van wel 200 meter hoog. De lekkende benzine zorgde voor branden die tot wel 200 meter van het ongeval verwijderd waren met ongeveer 20 meter hoge vlammen. Ook bij omringende gebouwen stonden diverse brandbare goederen opgeslagen. Dit werd koel en nat gehouden met water uit een nabijgelegen meer. Hiervoor werden 270 brandweermannen uit de gehele regio opgeroepen. Bij de brand en de explosie raakte niemand gewond. 

## Verbindingen
Het station is onderdeel van de S-Bahn van Hannover, die wordt geëxploiteerd door DB Regio Nord. De volgende treinseries doen het station Empelde aan:
| Serie | Treinsoort             | Route                                                                                      | Bijzonderheden                     |
| ----- | ---------------------- | ------------------------------------------------------------------------------------------ | ---------------------------------- |
| S1    | S-Bahn (DB Regio Nord) | Minden (Westf) – Haste – Seelze – Hannover Hbf – Empelde – Weetzen – Barsinghausen – Haste |                                    |
| S2    | S-Bahn (DB Regio Nord) | Nienburg (Weser) – Seelze – Hannover Hbf – Empelde – Weetzen – Barsinghausen – Haste       | Zondags alleen Nienburg - Hannover |
| S21   | S-Bahn (DB Regio Nord) | Hannover Hbf – Hannover Bismarckstraße – Empelde – Weetzen – Barsinghausen                 | Alleen tijdens de spits            |